# コパ・AUF・ウルグアイ
コパ・AUF・ウルグアイ（スペイン語: Copa AUF Uruguay）は、2022年から開始された、ウルグアイ国内の男子サッカーにおけるカップ戦である。
大会は6月から始まり、優勝クラブには翌年のコパ・スダメリカーナへの出場権が与えられる（2023年大会から）。

## 歴史
ウルグアイのサッカー史上、1969年にのみ開催されたトルネオ・デ・コパを除けば、全国規模のカップ戦は存在しなかった。
2018年、ナショナルカップの創設に賛同するクラブが集まり始めたが、その時点で具体的な成果は得られなかった。
2022年4月20日、ウルグアイサッカー協会は関係する複数のクラブから承認を得て、コパ・AUF・ウルグアイを創設することを発表した。同年6月22日から11月13日にかけて第1回大会が開催され、決勝でラ・ルスを破ったデフェンソール・スポルティングが初代王者となった。
2023年大会はサッカー選手らのストライキの影響で延期され、決勝戦は最終的に2024年5月21日に行われ、ディフェンソールが2連覇を果たした。

## 大会方式
2022年に行われた第1回大会では、予選ステージと全国ステージに分けられた。予選ステージでは、下部リーグに所属するアマチュアクラブが、全国ステージへの出場権20枠をかけて争う。全国ステージの第1ラウンドでは、プリメーラ・ディヴィシオン・アマテル（3部リーグ）とセグンダ・ディビシオン・プロフェシオナル（2部リーグ）から24クラブが参加し、計48クラブが24試合を行い、その勝者が第2ラウンドへと進出する。24クラブが12試合を行い、その勝者がさらに第3ラウンドへと進出する。
第3ラウンドからは、勝ち上がってきた12クラブの他、プリメーラ・ディビシオン（1部リーグ）の16クラブ、前シーズンにプリメーラから降格したクラブ、プリメーラ・ディヴィシオン・アマテルの優勝クラブ、コパ・ナシオナル・デ・クルベスの優勝および準優勝クラブを加えた32クラブで争われる。また第3ラウンドからはホーム&アウェイ方式の2試合制で、決勝戦は1試合のみで行われる。
優勝クラブへは賞金100,000ドルが贈られる。

## 大会結果
| 回 | 年   | 優勝             | 決勝スコア  | 準優勝                       | 決勝会場                   |
| -- | ---- | ---------------- | ----------- | ---------------------------- | -------------------------- |
| 1. | 2022 | ディフェンソール | 1-0         | ラ・ルス                     | エスタディオ・センテナリオ |
| 2. | 2023 | ディフェンソール | 2-2 (4-2 p) | モンテビデオ・シティ・トルケ | エスタディオ・センテナリオ |
| 3. | 2024 |                  |             |                              |                            |